# Тычок (Львовская область)
Тычок (укр. Тичок) — село в Добротворской поселковой общине Шептицкого района Львовской области Украины.
Население по переписи 2001 года составляло 65 человек. Почтовый индекс — 80413. Телефонный код — 3254.